# The Curse of Fenric
The Curse of Fenric (La maldición de Fenric) es el tercer serial de la 26ª temporada de la serie británica de ciencia ficción Doctor Who, emitido originalmente en cuatro episodios semanales del 25 de octubre al 15 de noviembre de 1989. Curiosamente, existen otras dos versiones posteriores de esta historia, la que se publicó en video en 1991 que tenía seis minutos adicionales, y la del DVD de 2003, en formato largometraje con nuevos efectos especiales, nuevo montaje de algunas escenas y doce minutos de material inédito.

## Argumento
El Séptimo Doctor y Ace llegan a una instalación naval cerca de Maiden's Point en la costa de Northumbria durante la Segunda Guerra Mundial. Cuando conocen al personal, descubren que la base, liderada por el comandante Millington, está siendo utilizada como puesto de escucha para interceptar y traducir mensajes alemanes codificados utilizando el superordenador ULTIMA, y para almacenar un suministro de gas nervioso letal. Mientras tanto, el Dr. Judson, en silla de ruedas, también ha estado usando a ULTIMA para ayudar a descifrar runas vikingas que encontró en las catacumbas bajo la base, que avisaban de una entidad llamada Fenric, que ha atraído la atención de Millington, que piensa que puede hacerse con su poder. Fuera de la base, el Doctor y Ace descubren una tropa encubierta rusa, liderada por el capitán Sorin, que buscan robar a ULTIMA para quedárselo. El Doctor les avisa de que se queden atrás mientras Ace y Sorin comienzan a gustarse...

### Continuidad
El Doctor comienza a cantar los nombres de sus antiguos acompañantes para rechazar a los Haemovores. Muchos de los nombres que canta son inaudibles, pero algunos se pueden entender, como Susan, Barbara, Vicki y Steven. Ace menciona una vieja casa en Perivale. Esto se suponía que iba a ser un anticipo de Ghost Light, pero el cambio de horario de emisión lo convirtió en una referencia a una historia anterior. De forma similar, el nuevo vestuario del Doctor de la temporada 26 estaba escondido gran parte de la historia por un abrigo largo, y al final se suponía que lo revelaría con gran pompa al quitarse el abrigo, pero el plan quedó frustrado por el cambio de horario. Cuando Ace quita importancia a la admiración del capitán Sorin de que lleve un parche con la estrella soviética en su chaqueta, diciéndole que es una copia barata que compró, le da una insignia del ejército rojo de su propio uniforme para que lo lleve. Esa insignia aún la lleva en la solapa izquierda de su chaqueta en Survival.

## Producción
| Episodio          | Fecha de emisión        | Duración | Espectadores en millones | Estado en el archivo  |
| ----------------- | ----------------------- | -------- | ------------------------ | --------------------- |
| Episodio 1        | 25 de octubre de 1989   | 24:23    | 4,3                      | Cinta original en PAL |
| Episodio 2        | 1 de noviembre de 1989  | 24:09    | 4,0                      | Cinta original en PAL |
| Episodio 3        | 8 de noviembre de 1989  | 24:11    | 4,0                      | Cinta original en PAL |
| Episodio 4        | 15 de noviembre de 1989 | 24:16    | 4,2                      | Cinta original en PAL |
| [ 2 ] [ 3 ] [ 4 ] |                         |          |                          |                       |

El escritor Ian Briggs basó el personaje del Dr. Judson en Alan Turing (La "máquina ULTIMA" de la historia está basada en la auténtica máquina Enigma). En una entrevista para el DVD de la historia, Briggs dijo que como en esa época no se consideraba apropiada mostrar la lucha de un personaje con la homosexualidad en un programa familiar, transformó la frustración de Turing por no poder expresar su verdadera identidad sexual en la frustración de Judson por estar lisiado. En la misma entrevista, Briggs dijo que pretendía sugerir que tanto Judson como Millington eran gays y que tenían un pasado común, aunque esto no se llevó a cabo en el programa final.
La historia originalmente iba a titularse The Wolves of Fenric (Los lobos de Fenric), y antes de eso Wolf-Time (El tiempo de los lobos). Fenric se refiere a sus sirvientes como sus "lobos". Sin embargo, Nathan-Turner pensó que como la conexión con los "lobos" no se revelaba hasta que la historia estaba muy avanzada, el título no tendría sentido al principio para la audiencia.
Aunque hay varias referencias a la mitología nórdica en una batalla final y el fin del mundo, la palabra Ragnarok se quitó del guion para evitar la confusión con los dioses de Ragnarok de The Greatest Show in the Galaxy.
Esta es la segunda historia de lo que algunos han llamado la "trilogía de Ace", un arco argumental de tres seriales que explora aspectos del pasado de Ace antes de conocer al Doctor. No era una trilogía intencionada, ya que Fenric originalmente iba a inaugurar la temporada y le seguirían Battlefield, Survival y Ghost Light.
The Curse of Fenric originalmente se iba a rodar, como la mayoría de seriales de Doctor Who, mezclando interiores en estudio y exteriores en localizaciones. Sin embargo, tras leer el guion, el director Nicholas Mallet convenció al productor John Nathan-Turner de que, teniendo en cuenta los escenarios, el serial sería más efectivo y realista si se rodaba íntegramente fuera del estudio, algo con lo que Nathan-Turner finalmente estuvo de acuerdo. El rodaje del serial se pasó tanto de la duración prevista que se consideró brevemente editarla en cinco episodios en lugar de cuatro. Sin embargo, Ian Briggs se opuso enérgicamente, pensando que el flujo de la narración se perturbaría gravemente.